# Leptogaster palawanensis
Leptogaster palawanensis är en tvåvingeart som beskrevs av H. Oldroyd 1972. Leptogaster palawanensis ingår i släktet Leptogaster och familjen rovflugor.
Artens utbredningsområde är Filippinerna. Inga underarter finns listade i Catalogue of Life.